# Производственный календарь

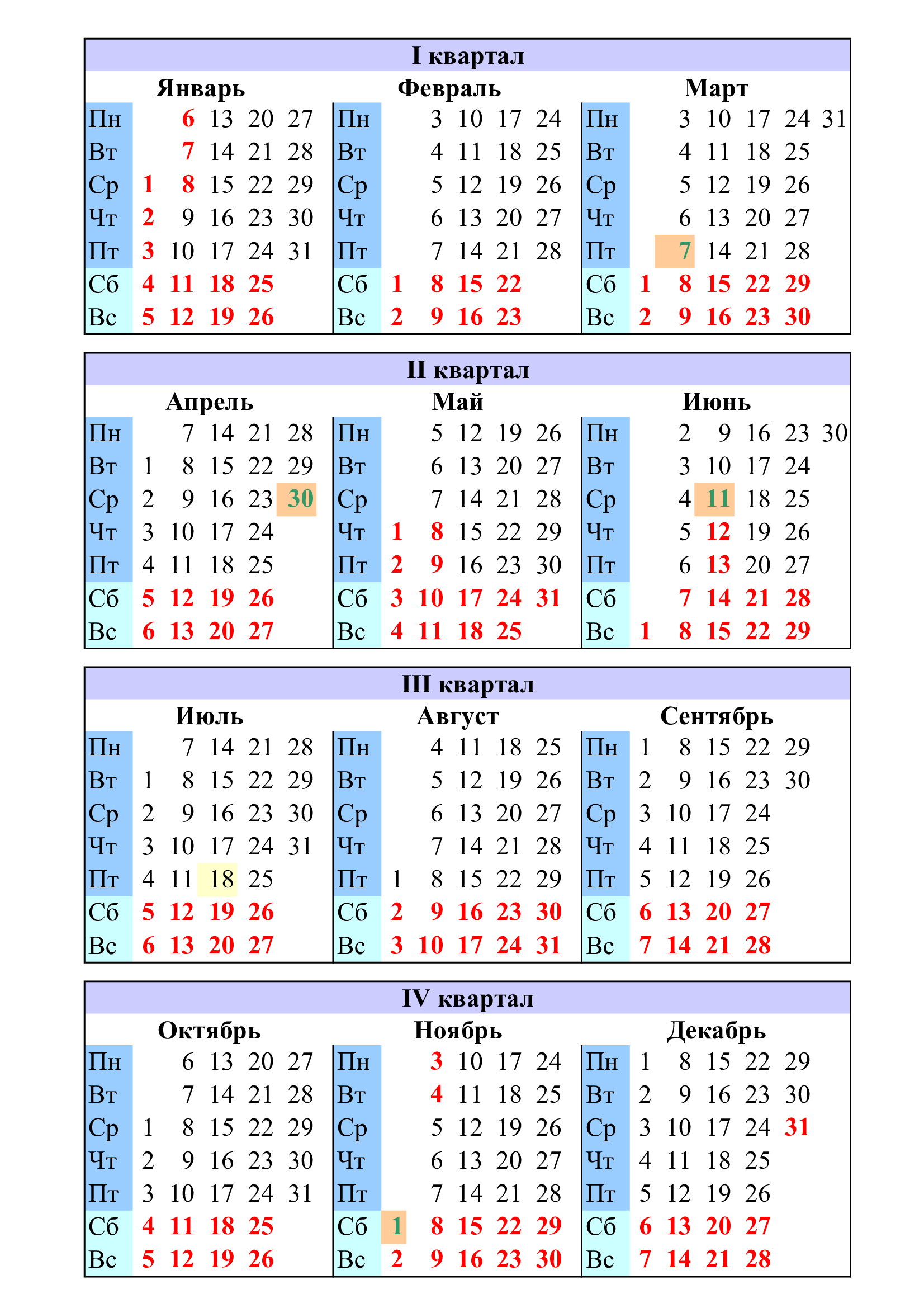
Производственный календарь на 2025 год в России.
Черным обозначены рабочие дни,
красным — выходные и праздничные дни,
зелёным — предпраздничные (сокращённые рабочие дни)

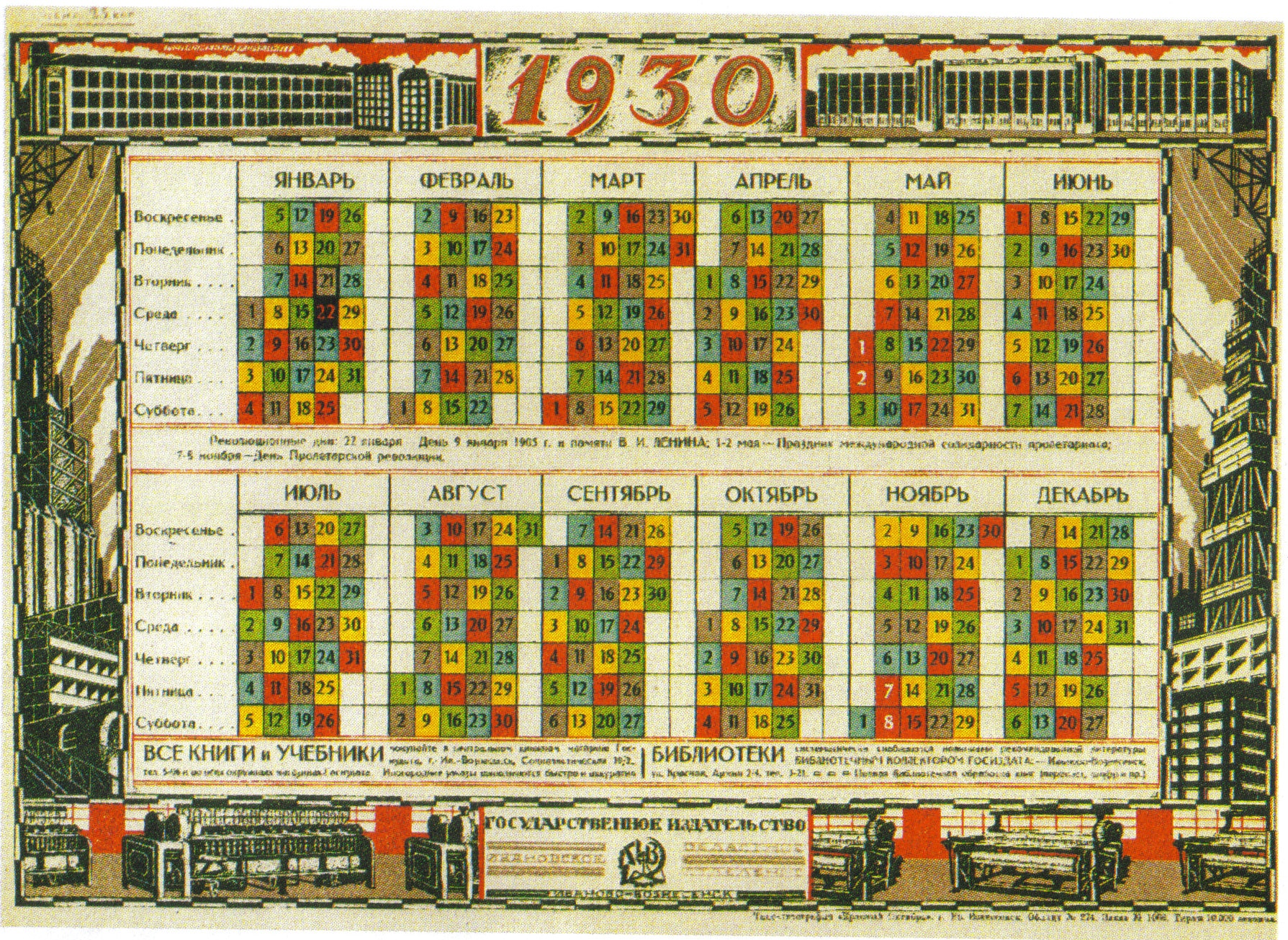
Производственный календарь на 1930 год (пятидневка) в СССР. Цветом выделены разные дни пятидневной рабочей недели, при сохранении семидневных недель и числа дней в месяцах

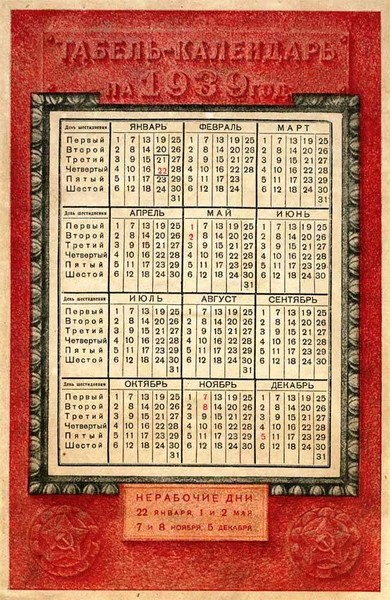
Производственный табель-календарь на 1939 год (шестидневка) в СССР

Производственный календарь — специальный календарь или график, содержащий сведения о рабочих, выходных и праздничных днях на определённый календарный год. Составляется и утверждается органами исполнительной власти на основании трудового законодательства и нормативных актов, регулирующих продолжительность рабочего времени, режимы труда и отдыха, а также порядка установления нерабочих праздничных дней.
Широко используется для организации трудового процесса на предприятиях и в организациях, а также для расчёта нормы рабочего времени, заработной платы, отпусков, больничных и других кадровых и бухгалтерских операций.

### Основные понятия
Производственный календарь:
- включает календарные даты, рабочие, выходные и праздничные дни;
- указывает установленную законодательством норму рабочего времени за определённые периоды (месяц, квартал, год);
- обеспечивает корректное планирование отпусков, графиков работ, расчёт сверхурочных и отпускных выплат.

### Законодательная основа
Производственный календарь ежегодно составляется и утверждается государственными органами (в России — Правительством Российской Федерации на основании Трудового кодекса РФ и постановлений о переносе праздничных и выходных дней).

### Структура производственного календаря
Производственный календарь обычно представлен в виде таблицы с указанием:
- количества рабочих дней;
- количества выходных и праздничных дней;
- нормы рабочего времени — в часах — по неделям разной продолжительности (40-, 36- и 24-часовая рабочая неделя);
- информации о переносах и сокращённых рабочих днях[4][6].

| Месяц, год   | Календарные дни | Рабочие дни | Выходные/ праздничные дни | Норма часов               | Норма часов               | Норма часов               |
| Месяц, год   | Календарные дни | Рабочие дни | Выходные/ праздничные дни | 40-часовая рабочая неделя | 36-часовая рабочая неделя | 24-часовая рабочая неделя |
| ------------ | --------------- | ----------- | ------------------------- | ------------------------- | ------------------------- | ------------------------- |
| Январь, 2025 | 31              | 17          | 14                        | 136                       | 122,4                     | 81,6                      |

| Пн |   | 6  | 13 | 20 | 27 |
| Вт |   | 7  | 14 | 21 | 28 |
| Ср | 1 | 8  | 15 | 22 | 29 |
| Чт | 2 | 9  | 16 | 23 | 30 |
| Пт | 3 | 10 | 17 | 24 | 31 |
| Сб | 4 | 11 | 18 | 25 |    |
| Вс | 5 | 12 | 19 | 26 |    |

Нерабочие праздничные дни:
- 1, 2, 3, 4, 5, 6 и 8 января — Новогодние каникулы;
- 7 января — Рождество Христово;

Перенос рабочих дней:
- с субботы 4 января на пятницу 2 мая;
- с воскресенья 5 января на среду 31 декабря;

### Применение производственного календаря
Производственный календарь используется для:
- планирования рабочего времени и отпусков;
- расчёта заработной платы, включая оплату сверхурочных и праздничных дней;
- составления графиков сменности для предприятий с непрерывным режимом работы;
- бухгалтерского и кадрового учёта[7][8].

### Особенности
- В некоторых регионах и отраслях применяются дополнительные или корпоративные производственные календари, учитывающие местные праздничные дни или сменные графики[1][9].
- В зависимости от решения правительства праздничные дни могут быть перенесены на другие даты.
- Календарь ежегодно обновляется и становится доступен для организаций и граждан к концу каждого года.